# EU Андромеды
EU Андромеды (лат. EU Andromedae) — одиночная переменная звезда в созвездии Андромеды на расстоянии приблизительно 5006 световых лет (около 1535 парсеков) от Солнца. Видимая звёздная величина звезды — от +11,8m до +10,7m.

## Характеристики
Первый компонент — красная углеродная пульсирующая медленная неправильная переменная звезда (LB:) спектрального класса C4,4(R). Радиус — около 81,55 солнечных, светимость — около 982,534 солнечных. Эффективная температура — около 3579 K.
Предположительный второй компонент — красный карлик спектрального класса M. Масса — в среднем около 0,65 солнечной.